# 阿勒芒什-洛奈和苏瓦耶
阿勒芒什-洛奈和苏瓦耶（法語：Allemanche-Launay-et-Soyer，法語發音：[almɑ̃ʃ lonɛ e swaje]）是法国马恩省的一个市镇，位于该省西南部，属于埃佩尔奈区。

## 地理
阿勒芒什-洛奈和苏瓦耶（48°36'16"N, 3°47'17"E）面积15.24 平方千米，位于法国大東部大區马恩省，该省份为法国东北部内陆省份，北起阿登省，西北接埃纳省，西南接塞纳-马恩省，南至奥布省，东南接上马恩省，东临默兹省。
与阿勒芒什-洛奈和苏瓦耶接壤的市镇（或旧市镇、城区）包括：拉沙佩勒拉松、博德芒、圣康坦勒韦尔热、圣维斯特尔新城和维勒沃特、马尔桑日、昂格吕尔。

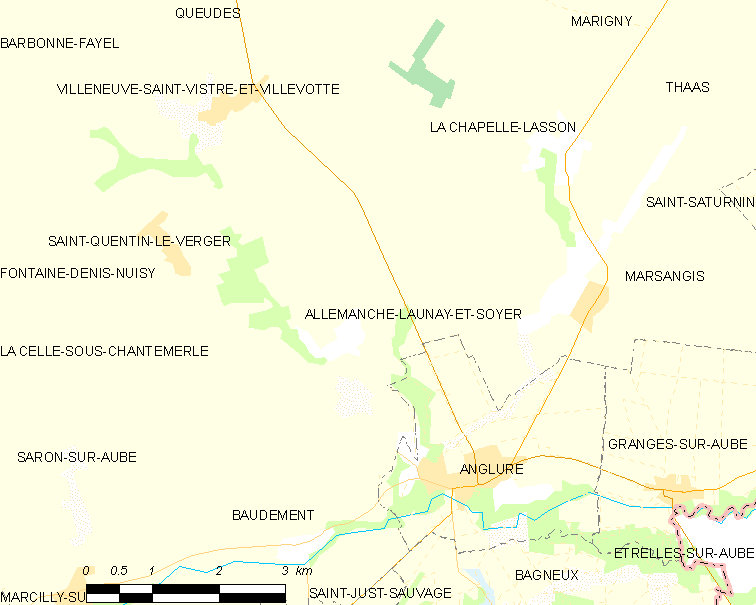
阿勒芒什-洛奈和苏瓦耶的OSM定位图

阿勒芒什-洛奈和苏瓦耶的时区为UTC+01:00、UTC+02:00（夏令时）。

## 行政
阿勒芒什-洛奈和苏瓦耶的邮政编码为51260，INSEE市镇编码为51004。

## 政治
阿勒芒什-洛奈和苏瓦耶所属的省级选区为韦尔蒂-香槟平原县。

## 人口

1962-2008年间阿勒芒什-洛奈和苏瓦耶人口变化图示

阿勒芒什-洛奈和苏瓦耶于2022年1月1日时的人口数量为118人。